# Finnegans Wake
Pour les articles homonymes, voir Wake.
 (juillet 2014).
Si vous disposez d'ouvrages ou d'articles de référence ou si vous connaissez des sites web de qualité traitant du thème abordé ici, merci de compléter l'article en donnant les références utiles à sa vérifiabilité et en les liant à la section « Notes et références ».
Finnegans Wake (Work in Progress, 1923-1938 ; Finnegans Wake, 1939) est une œuvre littéraire de James Joyce, publiée en 1939, à Londres, chez Faber & Faber.
Réputé comme étant un texte difficile, voire illisible et intraduisible, Finnegans Wake est néanmoins considéré comme un monument de la littérature du XXe siècle. Ce livre est dit « traduit de l'anglais » mais mêle en réalité plusieurs langues, à un tel point que certains spécialistes (notamment Lise Gauvin,1999 et  Rainier Grutman, 1997) prétendent qu'il n'y a pas de langue de départ.

## Résumé
Finnegans Wake se compose de dix-sept chapitres, répartis en quatre parties (ou livres). La partie I contient huit chapitres, les parties II et III en contiennent chacune quatre, et la partie IV ne contient qu'un court chapitre. Les chapitres apparaissent sans titre, et si Joyce n'a jamais fourni de titres de chapitres possibles comme il l'a fait pour Ulysse, il a titré diverses sections publiées séparément (voir l'historique de la publication ci-dessous). La pratique critique courante consiste à indiquer le numéro de la partie en chiffres romains et le titre du chapitre en chiffres arabes, de sorte que III.2, par exemple, indique le deuxième chapitre de la partie III.
Étant donné l'approche fluide et changeante de l'intrigue et des personnages du livre, un synopsis définitif de l'intrigue, accepté par la critique, reste difficile à établir (voir ci-dessous Réponse critique et thèmes : difficultés du résumé de l'intrigue). Par conséquent, le synopsis suivant tente de résumer les événements du livre, qui font l'objet d'un consensus général, mais inévitablement pas universel, parmi les critiques.

### Partie I
L'ensemble de l'œuvre forme un cycle : la dernière phrase - un fragment - recircule vers la phrase du début : "a way a lone a last a loved a long the / riverrun, past Eve and Adam's, from swerve of shore to bend of bay, brings us by a commodius vicus of recirculation back to Howth Castle and Environs". Joyce lui-même a révélé que le livre "se termine au milieu d'une phrase et commence au milieu de la même phrase". 
Le chapitre d'introduction (I.1) établit le cadre du livre comme étant "Howth Castle and Environs" (c'est-à-dire la région de Dublin), et présente le bûcheron dublinois "Finnegan", qui fait une chute mortelle d'une échelle alors qu'il construit un mur. [Suit une série de vignettes épisodiques, vaguement liées au défunt Finnegan, le plus souvent appelées "The Willingdone Museyroom", "Mutt and Jute" et "The Prankquean".] À la fin du chapitre, une bagarre éclate, du whisky éclabousse le cadavre de Finnegan, et " le défunt Finnegan émerge de son cercueil en réclamant du whisky, et ses pleureuses le mettent au repos ", le persuadant qu'il est mieux là où il est.
I.2 s'ouvre sur le fait que "Harold ou Humphrey" Chimpden reçoit le surnom d'"Earwicker" de la part du Roi des Marines, qui l'a surpris en train d'essayer d'attraper des perce-oreilles avec un pot de fleurs inversé sur un bâton alors qu'il gardait un poste de péage où le Roi passait. Ce nom permet à Chimpden, désormais connu sous ses initiales HCE, de se hisser au premier rang de la société dublinoise sous le nom de "Here Comes Everybody". Il est ensuite abattu par une rumeur qui commence à se répandre dans tout Dublin, concernant apparemment une intrusion sexuelle impliquant deux jeunes filles dans le parc Phoenix, bien que les détails de la transgression de HCE changent avec chaque récit des événements.
Les chapitres I.2 à I.4 suivent l'évolution de cette rumeur, en commençant par la rencontre de HCE avec "un goujat avec une pipe" dans le parc Phoenix. Le goujat salue HCE en gaélique et lui demande l'heure, mais HCE prend sa question pour une accusation et s'incrimine en niant les rumeurs que le goujat n'a pas encore entendues. Ces rumeurs se répandent rapidement dans tout Dublin, prenant de l'ampleur jusqu'à ce qu'elles soient transformées en une chanson écrite par le personnage de Hosty, intitulée "The Ballad of Persse O'Reilly". En conséquence, HCE se cache, où il est assiégé à la porte fermée de son pub par un Américain en visite qui cherche à boire un verre après l'heure. HCE reste silencieux - ne répondant pas aux accusations ou à la violence verbale - rêve, est enterré dans un cercueil au fond du Lough Neagh, et est finalement traduit en justice, sous le nom de Festy King. Il est finalement publié, et se cache à nouveau. Un élément de preuve important au cours du procès - une lettre sur HCE écrite par sa femme ALP - est demandé pour un examen plus approfondi.
La lettre d'ALP devient le point central car elle est analysée en détail au point I.5. Cette lettre a été dictée par ALP à son fils Shem, un écrivain, et remise à son autre fils Shaun, un facteur, pour être distribuée. La lettre n'atteint jamais la destination prévue et finit dans un tas de fumier où elle est déterrée par une poule nommée Biddy. Le chapitre I.6 s'écarte du récit pour présenter plus en détail les personnages principaux et secondaires, sous la forme de douze énigmes et réponses. Dans la onzième question ou énigme, Shaun est interrogé sur sa relation avec son frère Sem, et dans le cadre de sa réponse, il raconte la parabole du Mookse et des Gripes.
Dans les deux derniers chapitres de la première partie, nous en apprenons davantage sur l'auteur de la lettre, Shem le Penman (I.7), et sur son auteur original, sa mère ALP (I.8). Le chapitre sur Shem consiste en "l'assassinat de son frère Shem par Shaun", décrivant l'artiste hermétique comme un faussaire et un "fraudeur", avant que "Shem soit protégé par sa mère, qui apparaît à la fin pour prendre la défense de son fils". Le chapitre suivant sur la mère de Shem, connu sous le nom d'"Anna Livia Plurabelle", est entrelacé de milliers de noms de rivières du monde entier, et est largement considéré comme le passage le plus célèbre du livre. Ce chapitre a été décrit par Joyce en 1924 comme "un dialogue bavard de l'autre côté de la rivière entre deux lavandières qui, à la nuit tombée, deviennent un arbre et une pierre". Ces deux lavandières discutent de la réponse d'ALP aux allégations contre son mari HCE, alors qu'elles lavent leur linge dans la Liffey. On dit qu'ALP a écrit une lettre dans laquelle elle se déclare fatiguée de son compagnon. Leur bavardage dévie ensuite sur ses aventures de jeunesse et ses rencontres sexuelles, avant de revenir à la publication de la culpabilité de HCE dans le journal du matin, et à la vengeance de sa femme sur ses ennemis : empruntant un "mailsack" à son fils Shaun the Post, elle livre des cadeaux à ses 111 enfants. À la fin du chapitre, les lavandières tentent de reprendre le fil de l'histoire, mais leur conversation devient de plus en plus difficile alors qu'elles se trouvent de part et d'autre de la Liffey qui s'élargit, et que la nuit tombe. Finalement, alors qu'elles se transforment en arbre et en pierre, elles demandent qu'on leur raconte une histoire de Shem ou de Shaun.

### Partie II
Alors que la première partie de Finnegans Wake traite principalement des parents HCE et ALP, la deuxième partie se concentre sur leurs enfants, Shem, Shaun et Issy.
Le chapitre II.1 s'ouvre sur un programme de pantomime, qui expose, dans un langage relativement clair, les identités et les attributs des principaux personnages du livre. Le chapitre se concentre ensuite sur un jeu de devinettes entre les enfants, dans lequel Shem est mis au défi, à trois reprises, de deviner par "gazework" la couleur choisie par les filles. Incapable de répondre en raison de sa mauvaise vue, Shem s'exile en disgrâce, et Shaun gagne l'affection des filles. Enfin, HCE émerge du pub et, d'une voix tonitruante, appelle les enfants à l'intérieur.
Le chapitre II.2 suit Shem, Shaun et Issy qui étudient à l'étage du pub, après avoir été appelés à l'intérieur dans le chapitre précédent. Le chapitre montre "[Shem] apprenant à [Shaun] comment faire Euclid Bk I, 1", structuré comme "une reproduction d'un vieux manuel d'écolier (et d'écolière) avec des notes marginales des jumeaux, qui changent de côté à mi-chemin, et des notes de bas de page de la fille (qui ne le fait pas)". Après que Shem (ici appelé Dolph) a aidé Shaun (ici appelé Kev) à dessiner le diagramme d'Euclide, ce dernier se rend compte qu'il a dessiné un diagramme des parties génitales d'ALP, et "Kev réalise enfin la signification des triangles [... et...] frappe Dolph". Après cela, "Dolph pardonne à Kev" et les enfants ont "des devoirs à faire sur 52 hommes célèbres". Le chapitre se termine par la "lettre de nuit" des enfants à HCE et ALP, dans laquelle ils sont "apparemment unis dans leur désir de vaincre leurs parents."
II.3 se déplace vers HCE travaillant dans le pub en dessous des enfants étudiants. Pendant que HCE sert ses clients, deux histoires sont diffusées sur la radio et la télévision du bar, à savoir "Le capitaine norvégien et la fille du tailleur" et "Comment Buckley a tiré sur le général russe". La première dépeint HCE comme un capitaine norvégien succombant à la domestication par son mariage avec la fille du tailleur. La seconde, racontée par Shem et les devins Shaun Butt et Taff, dépeint HCE comme un général russe abattu par Buckley, un soldat irlandais de l'armée britannique pendant la guerre de Crimée. Earwicker a été absent tout au long de cette dernière histoire, ayant été convoqué à l'étage par ALP. Il revient et est vilipendé par ses clients, qui voient dans l'assassinat du général par Buckley un symbole du remplacement de leur père par Shem et Shaun. Enfin, un policier arrive pour renvoyer les clients ivres chez eux, le pub est fermé et les clients disparaissent en chantant dans la nuit tandis que le HCE ivre, nettoyant le bar et avalant la lie des verres laissés derrière lui, se transforme en un ancien roi irlandais, Rory O'Connor, et s'évanouit.
II.4, qui dépeint le rêve d'Earwicker ivre et endormi, relate l'espionnage de quatre vieillards (Matthieu, Marc, Luc et Jean) pendant le voyage de Tristan et Iseult. Ce court chapitre dépeint "un vieil homme comme le roi Marc rejeté et abandonné par les jeunes amants qui s'embarquent dans un avenir sans lui", tandis que les quatre vieillards observent Tristan et Isolde et offrent quatre commentaires entrelacés sur les amants et eux-mêmes qui "se répètent toujours."

### Partie III
La partie III se concentre presque exclusivement sur Shaun, dans son rôle de facteur, qui doit remettre la lettre d'ALP, à laquelle il est fait référence dans la partie I mais qu'on ne voit jamais.
La partie III.1 s'ouvre sur l'âne des Quatre Maîtres qui raconte comment il a cru, en s'endormant, avoir entendu et vu une apparition de Shaun the Post. En conséquence, Shaun se réveille et, flottant sur la Liffey dans un tonneau, se voit poser quatorze questions sur la signification et le contenu de la lettre qu'il transporte. Shaun, "craignant d'être offensé, est sur ses gardes, et les narrateurs complaisants ne parviennent jamais à lui arracher une réponse directe". Les réponses de Shaun se concentrent sur sa propre personnalité vantarde et sur ses remontrances à l'auteur de la lettre, son frère artiste Shem. La réponse à la huitième question contient l'histoire de l'Ondt et du Gracehoper, autre cadre de la relation Shaun-Shem:229-231 Après l'inquisition, Shaun perd l'équilibre et le tonneau dans lequel il flottait se renverse et il roule en arrière hors de portée de voix du narrateur, avant de disparaître complètement[80].
Au chapitre III.2, Shaun réapparaît sous le nom de " Jaunty Jaun " et prononce un long sermon sexuellement suggestif devant sa sœur Issy et ses vingt-huit camarades de l'école St Brigid. Tout au long du livre, Shaun régresse continuellement, passant d'un vieil homme à un bébé trop grand couché sur le dos, et finalement, au chapitre III.3, à un vaisseau à travers lequel la voix de HCE parle à nouveau par l'intermédiaire d'un médium spirituel. Cela conduit à la défense de sa vie par HCE dans le passage "Haveth Childers Everywhere". La troisième partie se termine dans la chambre de M. et Mme Porter alors qu'ils tentent de copuler pendant que leurs enfants, Jerry, Kevin et Isobel Porter, dorment à l'étage et que l'aube se lève dehors (III.4). Jerry se réveille d'un cauchemar où il a vu une figure paternelle effrayante, et Mme Porter interrompt le coït pour aller le réconforter en lui disant : "Tu as rêvé, mon chéri. Le pawdrag ? The fawthrig ? La chaussure ! Il n'y a pas du tout de phanthera dans la pièce, avikkeen. Il n'y a pas de mauvais fantômes, ma chère." Elle retourne au lit, et le coq chante à la conclusion de leur coït au point culminant de la partie.

### Partie IV
La quatrième partie ne comporte qu'un seul chapitre qui, comme le chapitre d'ouverture du livre, est principalement composé d'une série de vignettes apparemment sans rapport entre elles. Après un appel initial à l'aube, le reste du chapitre se compose des vignettes "Saint Kevin", "Berkely et Patrick" et "La lettre révérée". ALP a le dernier mot, puisque le livre se termine par une version de sa Lettre et son long monologue final, dans lequel elle tente de réveiller son mari endormi, déclarant " Lève-toi, homme du houblon, tu as dormi si longtemps ! " et se remémore une promenade qu'ils ont faite autrefois, en espérant que cela se reproduise. À la fin de son monologue, ALP - comme la rivière Liffey - disparaît dans l'océan à l'aube. Les derniers mots du livre sont un fragment, mais on peut en faire une phrase complète en les reliant aux mots qui commencent le livre :
« A way a lone a last a loved a long the / riverrun, past Eve and Adam's, from swerve of shore to bend of bay, brings us by a commodius vicus of recirculation back to Howth Castle and Environs. »

## Anecdotes

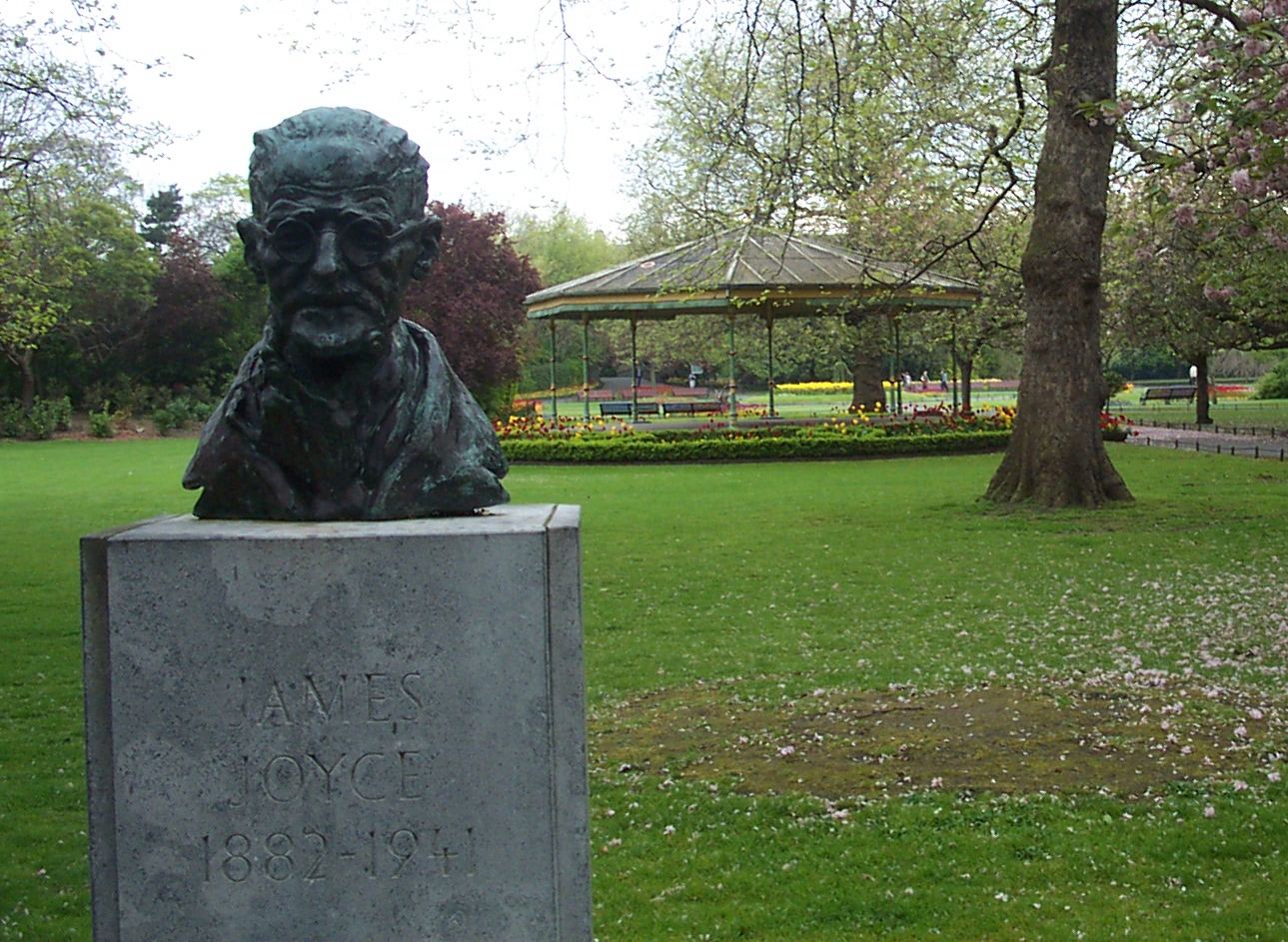
Le buste de James Joyce à St. Stephen's Green (Dublin)

- La traduction de Finnegans Wake par Philippe Lavergne est dédiée[2] aux animateurs de la Radio Carbone 14. Il faut, à la fois, avoir entendu certaines nuits de Carbone 14, et avoir lu le livre, pour apprécier cette dédicace :

« De l'autre côté, j'aperçois, au-delà de la baie vitrée, les lumières du standard, les lumières du retour, les lumières des amis. Mais, - tout seul dans le studio - cette nuit, avec vous, on va aller très-très-très loin dans nos cerveaux et dans nos villes. Cette nuit… un ticket… pour partir. » Jean-Yves, animateur à Carbone-14. Cette traduction est un hommage à toute la station Carbone-14.
- La phrase Three quarks for Muster Mark de Finnegans Wake (début du chapitre 4 du livre 2) est à l'origine de la dénomination des quarks en physique nucléaire. Cette phrase est chantée par un chœur d'oiseaux de mer et signifie probablement « trois acclamations (ou « trois railleries » d'après les notes de Joyce) pour Monsieur Mark ».

- Assez souvent, des références au livre de Joyce le nomment de manière incorrecte Finnegan's Wake, d'après la chanson irlandaise datant des années 1850 dont le « héros » et sa résurrection ont servi de prétexte à Joyce. Sans faire une analyse du sens profond de l'œuvre, il est pourtant clair que c'est bien le pluriel Finnegans qui est correct. On pourrait même dire que le sujet du livre est le passage du Tim Finnegan (au singulier) aux Finnegans (tous les humains).

## Écriture
Après avoir terminé Ulysse, Joyce pensait qu'il avait achevé l'œuvre de sa vie. Mais bientôt, il se remit au travail pour une œuvre plus ambitieuse encore. Le 10 mars 1923, il commença un texte qu'il nomma d'abord Work in progress (Travail en cours) et plus tard Finnegans Wake. En 1926, il en avait déjà achevé les deux premières parties.
Cette année-là, il rencontra Eugène et Maria Jolas qui proposèrent de publier le livre en feuilleton dans leur magazine  Transition. Les années suivantes, Joyce travailla rapidement sur ce nouveau livre, mais dans les années 1930, il progressa plus lentement. Cela était dû à plusieurs facteurs, dont la mort de son père en 1931, la santé mentale de sa fille Lucia Joyce et ses propres problèmes de santé, dont une vue qui déclinait. La majeure partie fut terminée avec l'assistance de jeunes admirateurs, parmi lesquels Samuel Beckett.
Pendant plusieurs années, Joyce nourrit le projet excentrique de demander à James Stephens de terminer l'écriture du livre, et ce, pour la simple raison que Stephens était né dans le même hôpital que lui exactement une semaine plus tard, et qu'il portait à la fois le même prénom que lui et un nom presque identique au prénom de son personnage de fiction (cela est un exemple des nombreuses superstitions de Joyce).
Les réactions aux premiers passages qui furent publiés dans la revue Transition furent mitigées : certaines réactions négatives émanaient d'anciens admirateurs de son travail comme Ezra Pound, ou de son frère Stanislaus Joyce. Pour contrecarrer ces critiques hostiles, un livre d'essais d'auteurs favorables à cette nouvelle œuvre comme Beckett, William Carlos Williams, et d'autres, fut publié en 1929 sous le titre Our Exagmination Round His Factification for Incamination of Work in Progress.
Lors de son 57e anniversaire chez les Jolas, Joyce annonça le titre final de son livre et Finnegans Wake fut publié sous la forme d'un livre le 4 mai 1939, près de dix-sept ans après le début de sa rédaction.

## Éléments d'analyse
La vision de l'Histoire proposée dans ce texte est très fortement influencée par Giambattista Vico (1668-1744) et la métaphysique de Giordano Bruno est importante pour les interactions entre les personnages. Vico a proposé une théorie cyclique de l'Histoire, dans laquelle les civilisations naissent du chaos, passent par des phases théocratiques, aristocratiques puis démocratiques et retournent ensuite au chaos. Les exemples les plus évidents  de l'influence de cette théorie de Vico peuvent être retrouvés dans les phrases du début et de la fin du livre.
En d'autres termes, la première phrase commence sur la dernière page ou la dernière phrase se termine sur la première page, faisant ainsi du livre un cycle. En fait, Joyce a dit que le lecteur idéal du livre serait celui qui, souffrant d'une insomnie idéale, terminerait le livre, pour aussitôt retourner à la première page et entamer ainsi un cycle de lecture sans fin.

## Traduction
La traduction française de Philippe Lavergne a été publiée en 1982 chez Gallimard. Philippe Lavergne, ingénieur informaticien, avait alors quarante-sept ans et venait de passer près de vingt ans à traduire le livre. Il déclarait avoir découvert ce livre à dix-sept ans et l'avoir « dévoré… comme un roman policier » (entretien au journal Le Monde du 3 décembre 1982).
Son conseil est de commencer par le chapitre 5, puis le 9 où « Joyce raconte comment il eut pour la première fois l'idée d'écrire Finnegans ». Lavergne cite la phrase de Roland Barthes : « L'écriture n'est nullement un instrument de communication… elle paraît toujours symbolique, introversée, tournée ostensiblement du côté d'un versant secret du langage. »

## Extraits
Début d'édition originale :
riverrun, past Eve and Adam’s, from swerve of shore to bend of bay, brings us by a commodius vicus of recirculadon back to Howth Castle and Environs.
Sir Tristram, violer d’amores, fr’over the short sea, had passencore rearrived from North Armorica on this side the scraggy isthmus of Europe Minor to wielderfight his penisolate war: nor had topsawyer’s rocks by the stream Oconee exaggerated themselse to Laurens County’s gorgios while they went doublin their mumper all the time: nor avoice from afire bellowsed mishe mishe to tauftauf thuartpeatrick: not yet, though venissoon after, had a kidscad buttended a bland old isaac: not yet, though all’s fair in vanessy, were sosie sesthers wroth with twone nathandjoe. Rot a peck of pa’s malt had Jhem or Shen brewed by arclight and rory end to the regginbrow was to be seen ringsome on the aquaface.

Traduction d'André du Bouchet :
courrive, passé notre Adame, des courbes de la côte aux bras de la baie, nous rame par commode vicus de recirculation, vers Howth, Château et Environs.
Sire Tristam, violeur d'amores, d'oultre la manche mer, n'avait à corps ravivé du Nord de l'Armorique ès bords d'icel huisthme hérissé d'Europe mineure pour reluivreferre sa guerre péniseulte : marmerocs de sommescieur le long du calme Oconee ne s'étaient pour lors exagerés en gorgios de Laurens County doublin l'arrombe de mot en mot : pas plus qu'encore, quoique pentecôte près, n'eut son roux cadet filoué un ameugle isaac chevreauné : et bien que rien hait neuf en vanessie, point n'avaient les susisthœurs déruthé leur doublempair Nathanjoe. Et mie Jhem ou Shaun, sous volts arctiques, lampé le malt palternel et de l'arc-en-cil l'irroré se pouvait à la ronde boire sur l'aquaface.

Traduction de Philippe Lavergne :
erre revie, pass'Evant notre Adame, d'erre rive en rêvière, nous recourante via Vico par chaise percée de recirculation vers Howth Castle et Environs.
Sire Tristram, violeur d'amoeurs, manchissant la courte oisie, n'avait pâque buissé sa derrive d'Armorique du Nord sur ce flanc de notre isthme décharné d'Europe Mineure pour y resoutenir le combat d'un presqu'Yseul penny : ni près du fleuve Oconee les roches premières ne s'étaient exaltruées en splendide Georgi Dublin de Laurens Comptez en doublant ses membres tout le temps ! nulle voix humaine n'avait dessouflé son micmac pour bêtiser Patrick : pas encore, mais nous y venaisons bientôt, n'avait un jeune blanc-bec flibuttés le blanc bouc d'Isaac : pas encore, bien que tout soit affoire en Vanité, les doubles sœurs ne s'étaient colère avec Joe Nathan. Onc mais n'avaient Jhem ni Shem brassé de becquée le malte paternel sous l'arcastre solaire et l'on voyait la queue rugissante d'un arc-en-cil encerner le quai de Ringsend.

## Éditions françaises
- Finnegans Wake Fragments, traduit de l'anglais par André du Bouchet, préface de Michel Butor, suivi de Anna Livia Plurabelle, traduit de l'anglais par Samuel Beckett, Alfred Peron, James Joyce, Paul Léon, Eugène Jolas, Ivan Goll, Adrienne Monnier, Philippe Soupault, préface de Philippe Soupault, Paris, Éditions Gallimard, coll. « Du monde entier », 1962, 112 p.
- Finnegans Wake, édition intégrale, traduit de l'anglais et présenté par Philippe Lavergne, Éditions Gallimard, coll. « Du monde entier », 1982, 660 p. réédition Éditions Gallimard, coll. « Folio » no 2964, 1997, 928 p.
- Anna Livia Plurabelle, nouvelle traduction du chapitre 8, suivie de fragments, traduit par Philippe Blanchon, Éditions La Nerthe, 2015.

En 2014 Gallimard publie en version bilingue quelques brouillons retrouvés, préliminaires à l'œuvre :
- Brouillons d'un baiser. Premiers pas vers Finnegans Wake. Réunis et présentés par Daniel Ferrer. Préface et traduction par Marie Darrieussecq. Gallimard, 2014, 136 p.  (ISBN 978-2-0701-4374-0).

## Mise en musique
En 1966, André Hodeir, compositeur de musique de jazz, a composé une cantate sur le texte d’Anna Livia Plurabelle. C'est l'une des rares œuvres de jazz à être conçue et écrite comme une œuvre de répertoire.
En 2011, le groupe d'electro  new age allemand Tangerine Dream a composé un album de huit pistes nommées selon les chapitres du livre.